# トリアージ

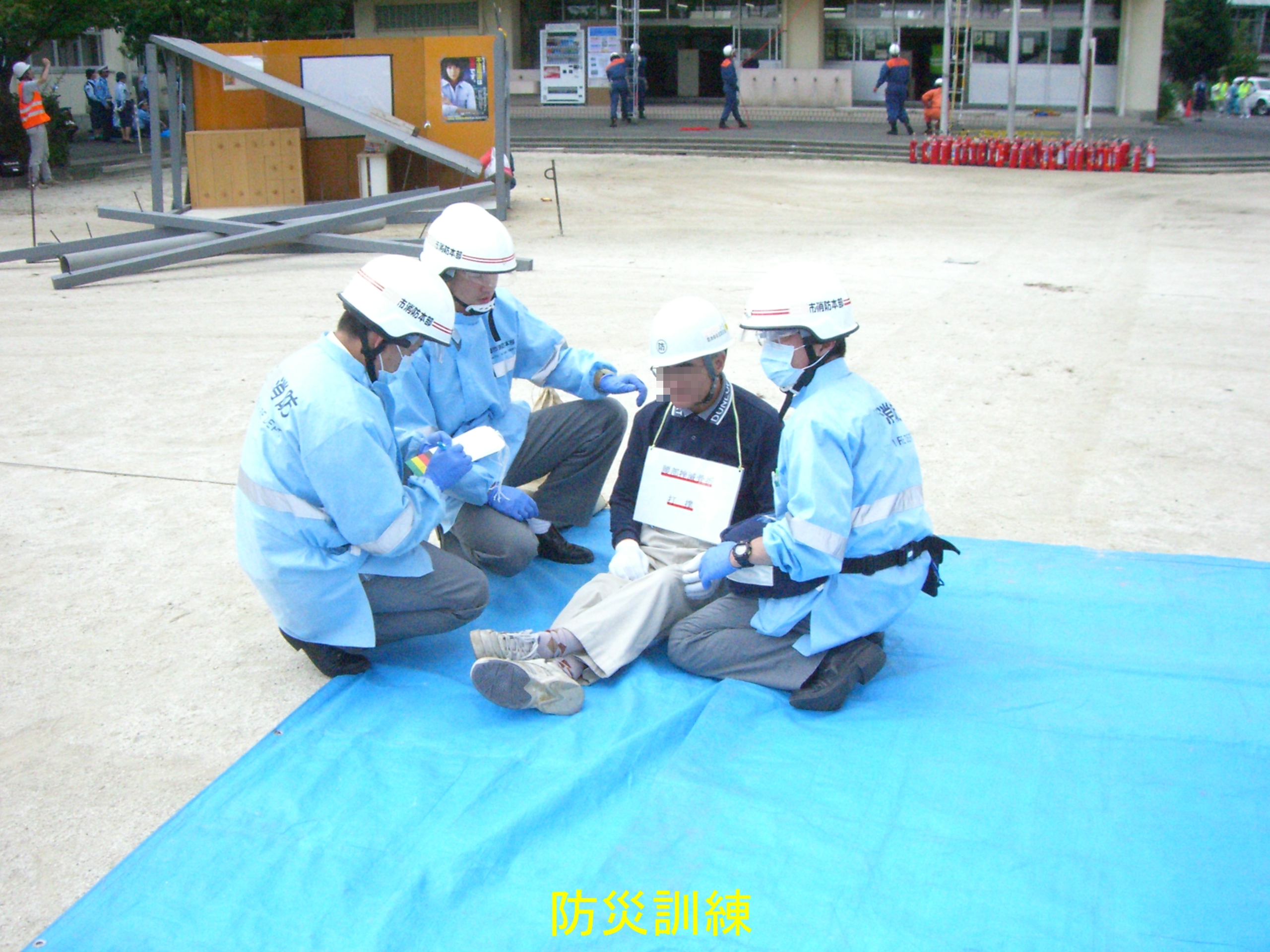
救護訓練 トリアージ訓練
（2007年9月2日撮影）

トリアージ（英語: triage、フランス語: triage）は、多くの傷病者が発生している状況において、傷病の緊急度や重症度に応じた優先度を決めること。中国や台湾など漢字圏では、検傷分類と言われる。
救急事故現場において、患者の治療順位、救急搬送の順位、搬送先施設の決定などにおいて用いられる。識別救急とも呼ぶ。
トリアージは病院の救命救急部門（ER）受付や、救急通報電話サービスでも行われている。
語源としては、「選別」を意味するフランス語のトリアージュ（仏: triage）とする説が有力である。

## 種別

### 救急搬送サービス

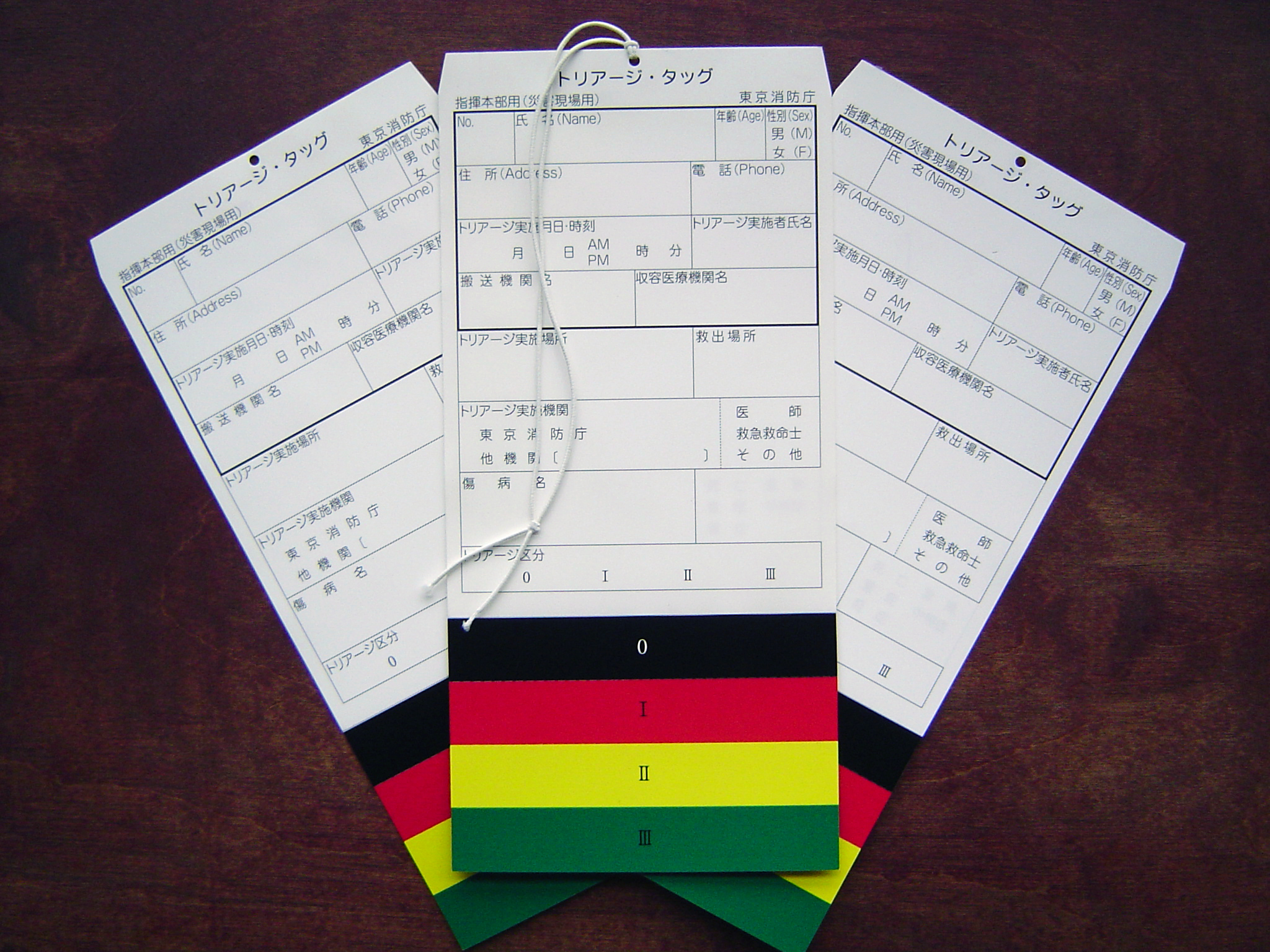
東京消防庁で実際に使用されているトリアージ・タッグ

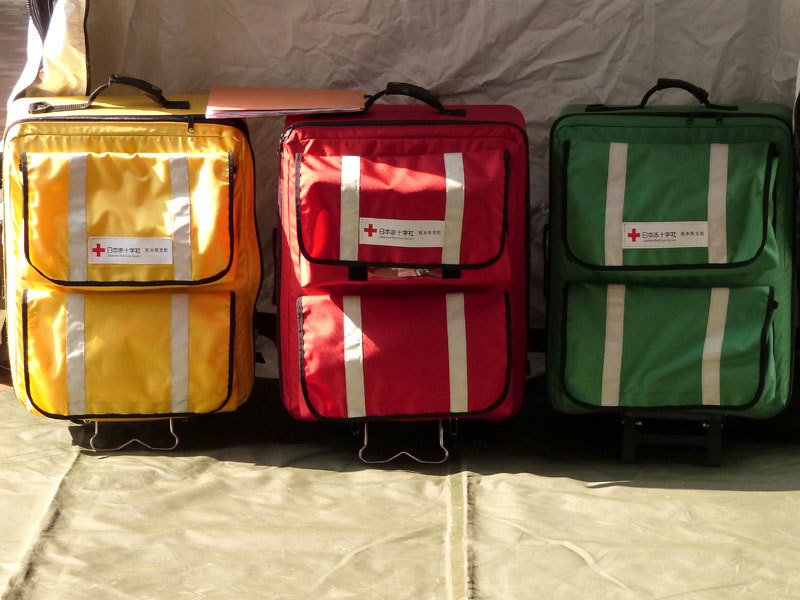
熊本赤十字病院の 災害トリアージセット

「トリアージ」は災害医療等で、大事故、大規模災害など多数の傷病者が発生した際の救命の順序を決めるため、標準化が図られて分類されている。最大効率を得るため、一般的に直接治療に関与しない専任の医療従事者が行うとされており、可能な限り何回も繰り返して行うことが奨励されている。その判断基準は使用者・資格・対象と使用者の人数バランス・緊急度・対象場所の面積など、各要因によって異なってくる。例えば玉突き衝突事故等の、一般的に複数個の救急隊が出場する事案では、隊と隊の間の意思疎通・情報共有のためにもトリアージ・タッグが使用される。
医療体制・設備を考慮しつつ、傷病者の重症度と緊急度によって分別し、治療や搬送先の順位を決定することである。助かる見込みのない患者あるいは軽傷の患者よりも、処置を施すことで命を救える患者を優先するというものである。日本では、阪神・淡路大震災以後知られるようになった。平時では最大限の労力をもって救命処置された結果、救命し社会復帰し得るような傷病者も、人材・資材が相対的に著しく不足する状況では全く処置されず結果的に死亡する場合もあることが特徴である。

### 避難所トリアージ
大規模地震で大量の避難者が出て避難所が大幅に不足する場合に、避難所の利用者に優先順位を付け、自宅を失った人、高齢者、障害者などを優先して受け入れる「避難所トリアージ」といった概念もある。

### 院内トリアージ

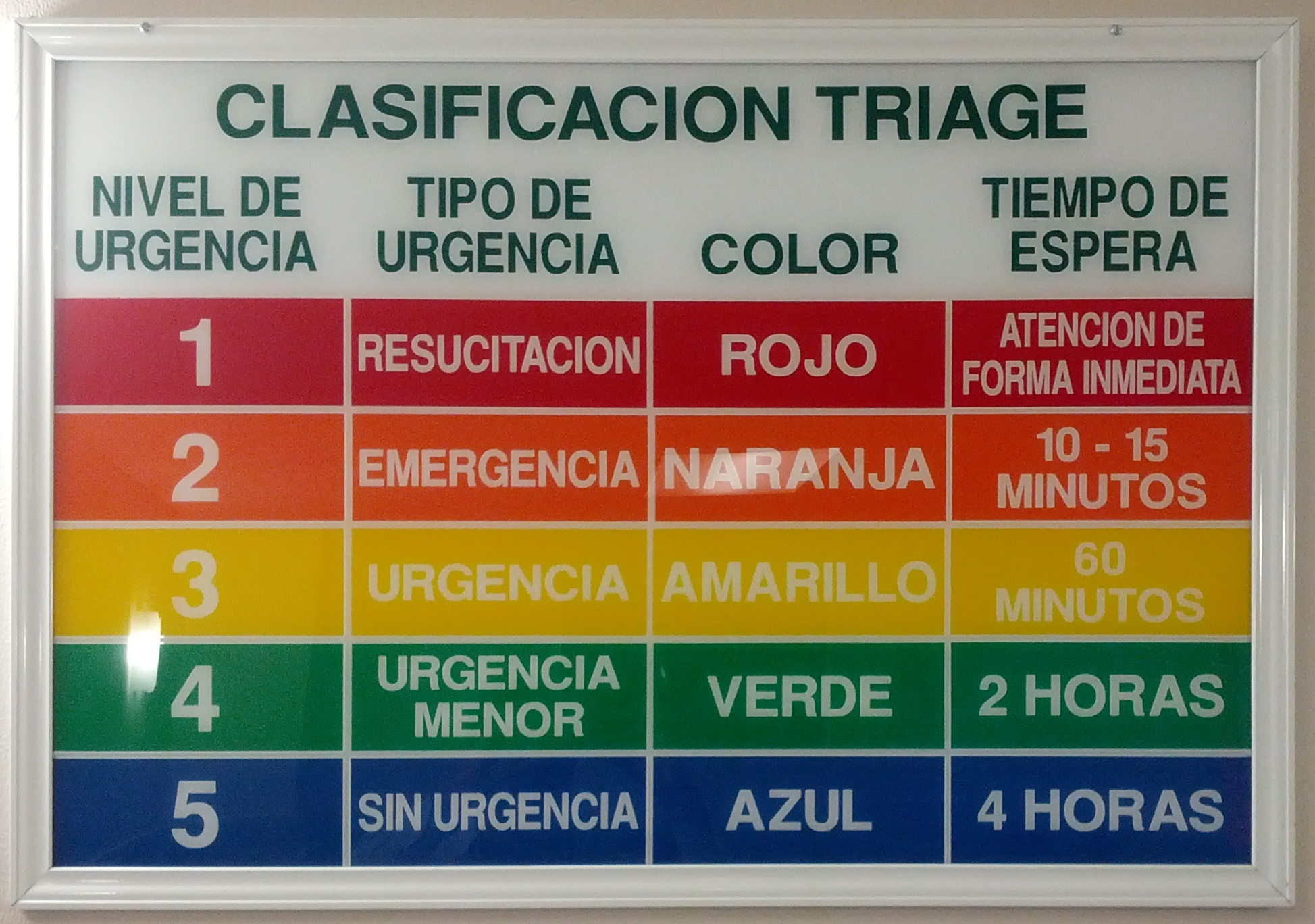
メキシコのERセンターのトリアージ表示。

二次トリアージ（院内トリアージ）とは病院の救急救命室において、
トリアージナース（ERナース）、訓練を受けたパラメディック、軍事医療従事者によってなされる。
日本では診療報酬として、院内トリアージ実施料が設定されている。

## 判定基準

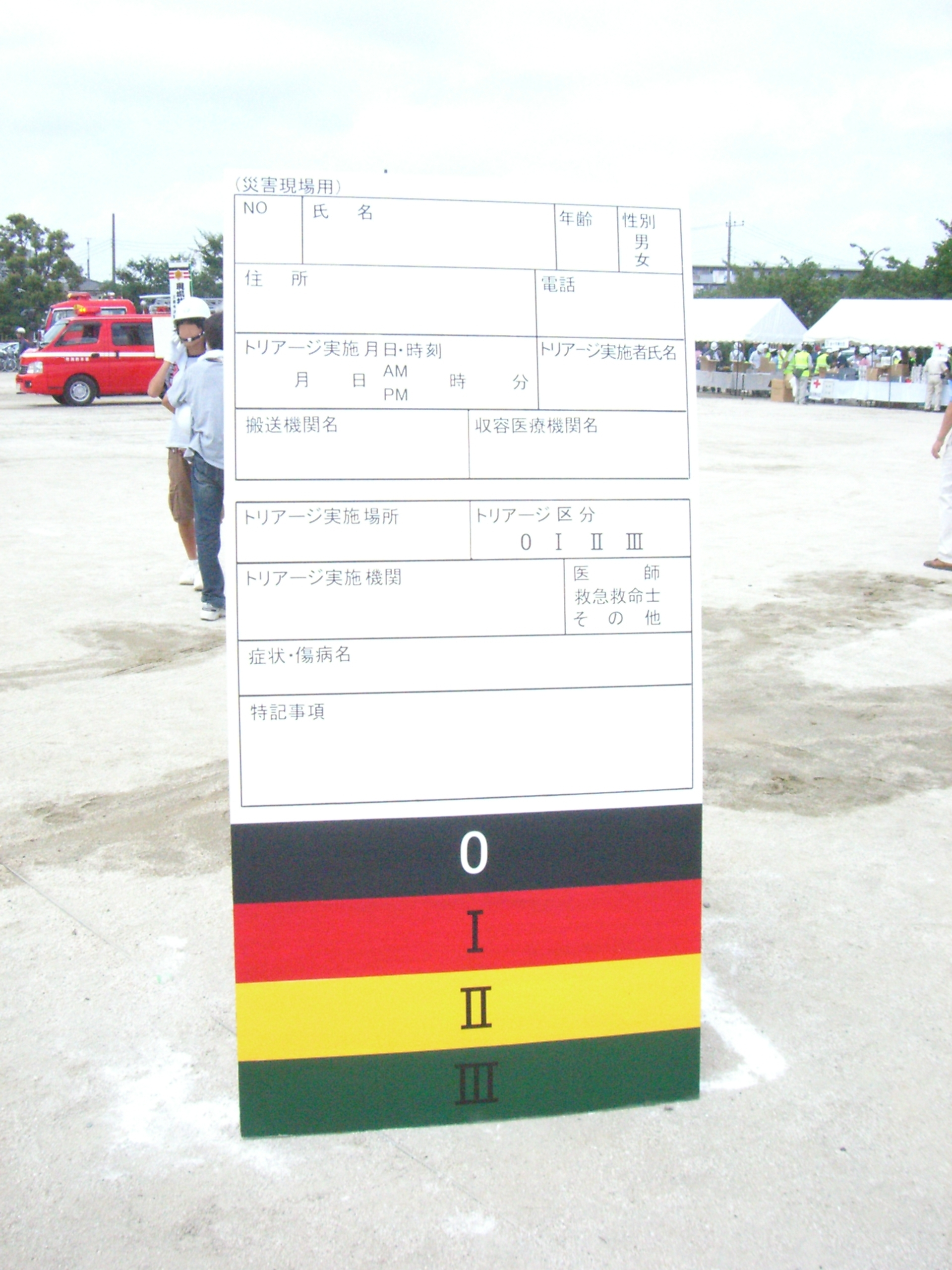
防災訓練用説明パネル
災害現場用（埼玉県）

改定外傷スコア（TRTS）、外傷深刻度スコア（ISS）などが存在する。
大まかに以下の要件で判定される。
- 総傷病者数
- 医療機関の許容量
- 搬送能力
- 重症度・予後
- 現場での応急処置
- 治療に要するまでの時間

### START法

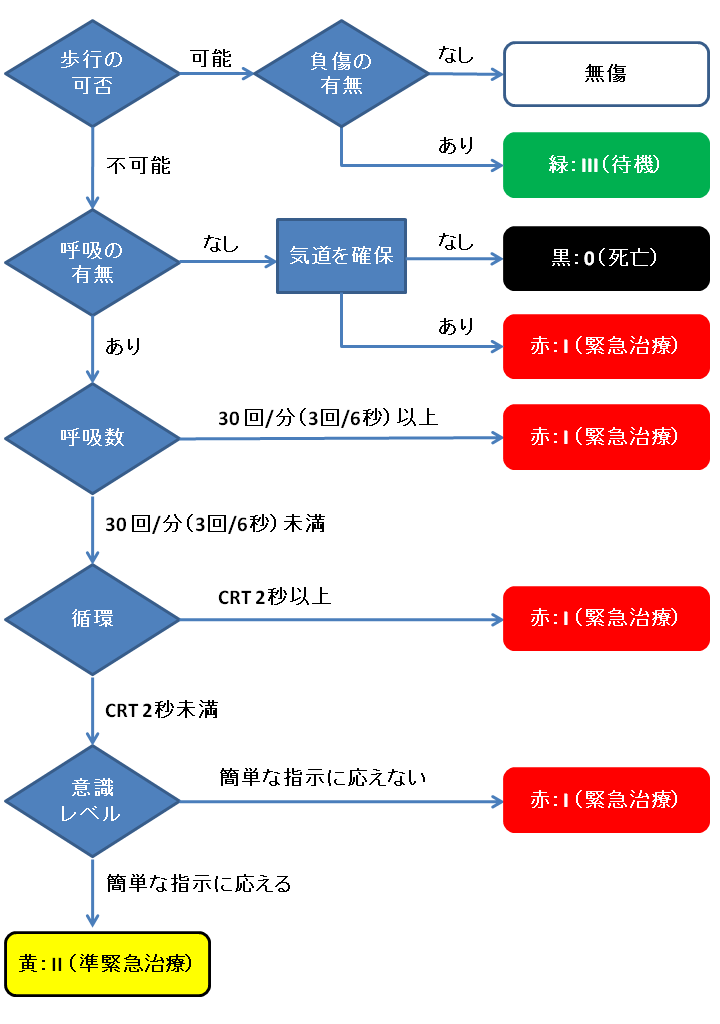
START法による診断フローチャート。

救助者に対し傷病者の数が特に多い場合に対し、判定基準を出来るだけ客観的かつ簡素にした物がSTART法である。これは、救急救命室で用いられる外傷初期診療ガイドライン日本版にて、プライマリー・サーベイで用いられるABCDEアプローチに基づいたものとなっており、具体的には以下のようになる。
歩けるか？
- 歩ける→緑→状態の悪化がないか絶えず観察
- 歩けない→下へ

口頭の答えを鵜呑みにせず介添えはせずに本人に起立させ歩行出来るかどうか確認することが重要。

A：呼吸をしているか？
- 気道確保をしても、呼吸がない→黒
- 気道確保がなければ呼吸できない→赤
- 気道確保がなくとも呼吸できる→下へ

B：呼吸数はどうか？
- 頻呼吸（30回／分以上）もしくは徐呼吸（10回／分未満）→赤
- 10〜29回／分→下へ

なお、災害医療においては、所要時間短縮のため、6秒間で呼吸数を計る。

C：循環状態はどうか？
現在では循環を爪床圧迫法から橈骨動脈触知に変更したSTART変法が主として用いられている。
- 橈骨動脈を触知できない→赤
- 橈骨動脈を触知できる→下へ

※ショック状態が疑われる場合（脈が弱く速い、皮膚が冷たく湿っているなど）は赤を選択する。
爪床圧迫法、CRT（毛細血管再充満時間）の場合。
- CRTが2秒以上である→赤
- CRTが2秒未満である→下へ

D：意識レベルはどうか？
簡単な指示（例：「手を握ってください（ただ手を握らせるのではなく、きちんと離すことが出来るか確かめる）」「誕生日を言ってください」など）に従えるかどうかによって判定する。
- 応えない→赤
- 応える→黄

小規模の災害なら赤になる例でもSTART法では黒になってしまう事が多くなるが、これは（現場に混乱を来してしまうほどの）大規模災害のために考え出されたものである。また、この方式は腹膜刺激症状やクラッシュ症候群（挫滅症候群）などの病態を無視しており、追って詳細な状態観察とトリアージが継続されることを前提としている。
クラッシュ症候群を前提とする場合は、判定の最上位に『2時間以上挟まれていたか？』を加え、2時間以上挟まれていた場合は赤、2時間以上挟まれていない場合は『歩けるか？』の判定に進む。

### 病院内トリアージ
病院運営システムにおいては、ER受付に到着した患者を病院トリアージナースが診察する。ナースは患者の訴えの変化を評価し、ERにおける治療順位を決定する。

## トリアージ・タッグ

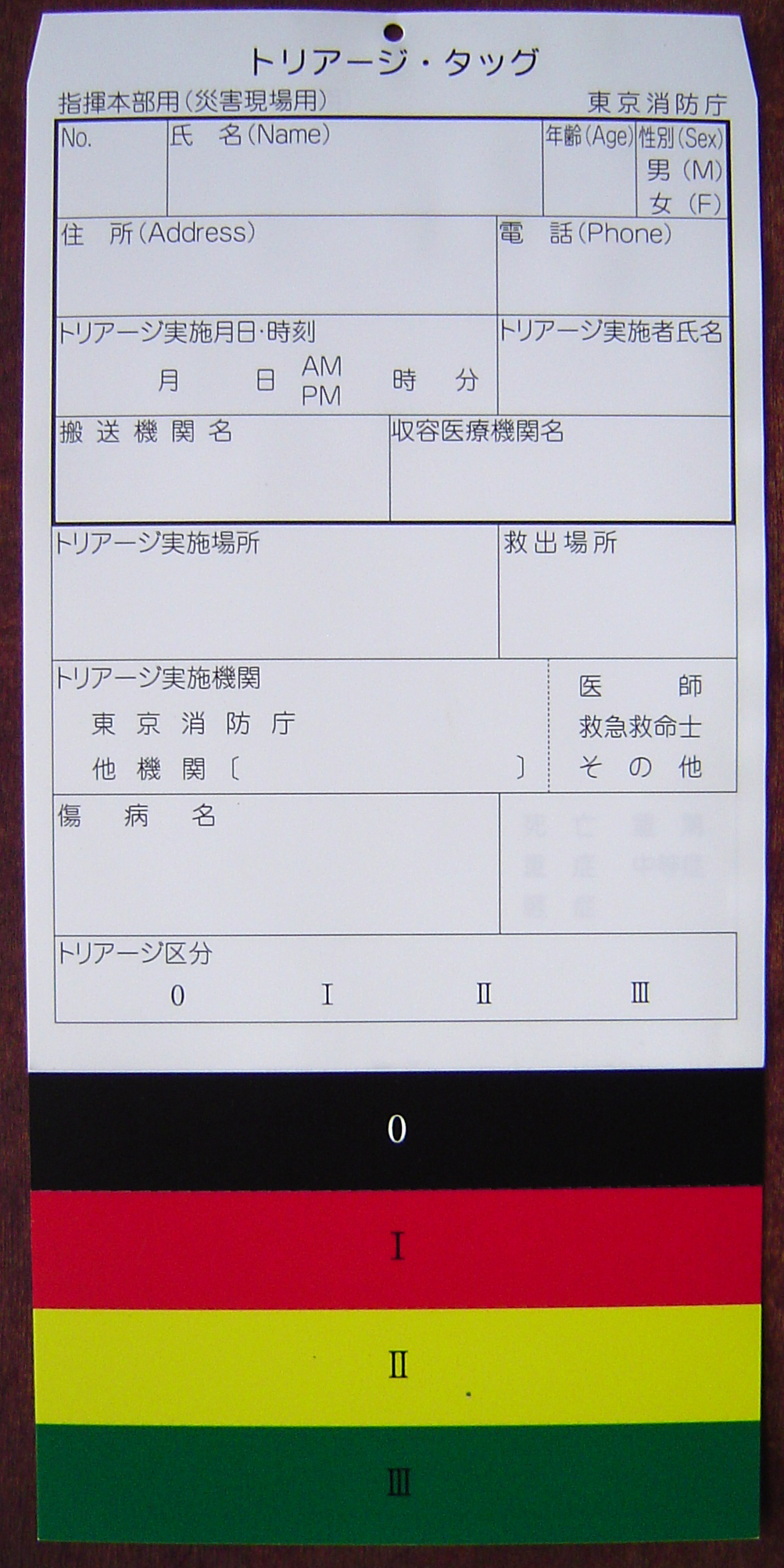
日本のトリアージ・タッグ

判定結果は4色のマーカー付きカードで表示され、一般的に傷病者の右手首に取り付けられる。このカードは「トリアージ・タッグ」と呼ばれ、不要な色の部分は切り取り、先端にある色で状態を表す。
治療対象群（治療不要も含む）が3段階と、治療できないものの、計4段階に分類している。傷病者を傷病の緊急度や重症度に応じ、START法で分け、表示するために用いる。
1996年（平成8年3月）、厚生省、国土庁、消防庁、防衛庁、日本医師会、日本救急学会等からなる「阪神・淡路大震災を契機とした災害医療体制のあり方に関する研究会」においてトリアージタッグの標準化が検討され、標準的トリアージタッグが公表された。
黒（black tag） - カテゴリー0（無呼吸群）
死亡、または生命徴候がなく、直ちに処置を行っても明らかに救命が不可能なもの。
赤（red tag） - カテゴリーI（最優先治療群）
生命に関わる重篤な状態で一刻も早い処置をすべきもの。
黄（yellow tag） - カテゴリーII（待機的治療群）
基本的にバイタルサインが安定しているものの、早期に処置をすべきもの。
一般に、今すぐ生命に関わる重篤な状態ではないが処置が必要であり、場合によって赤に変化する可能性があるもの。
緑（green tag） - カテゴリーIII（保留群）
歩行可能で、今すぐの処置や搬送の必要ないもの。完全に治療が不要なものも含む。
搬送・救命処置の優先順位はI → II → IIIとなり、0は最後に救護所へ搬出される。
医療救護活動場面(トリアージ、応急措置、搬送及び治療)で一貫して利用できる。3枚つづりで、3枚目の「収容医療機関用」の裏面には、医療情報や特記事項等が記載でき、カルテとして活用できる。
負傷者の偶然または故意の行為によってタグがもぎ取られる問題点も考慮し、東京都は、記載上の注意として、「トリアージ実施者は、トリアージに必要な No.、トリアージ実施月日・時刻、トリアージ実施者氏名、トリアージ区分を記載し、氏名、住所、電話番号等については、その後の応急処置の際に記載するなど混乱をさける配慮をする」としている。
赤と黒の識別が付きにくいタイプの色覚障害を持つ人は、男性では1%に存在するという。2型色覚の人は赤を茶色と同じようにみなすことで黒と識別するが、1型の人は赤を暗く感じるため黒との識別に困難を生じるという。2013年、日本救急医学会は、現行の様式では妊婦の識別欄がない等の問題点も踏まえ、様式改善に向けて、検討に乗り出した。

## 各国での運営

### 日本
2005年4月25日に発生した、JR福知山線脱線事故では多くの死傷者が発生したため、災害派遣医療チームがトリアージを実施している。
北海道札幌市では夜間の産婦人科救急の判定を行うために2008年10月より産婦人科救急電話相談をスタートさせた。これは、産婦人科の症状に関して電話でトリアージし、今すぐの受診が必要か明日まで様子を見てよいものかを判断するものである。札幌市の特徴としては、一般の市民や消防の救急車・警察・一次医療機関の搬送要請に関してコーディネートも一貫で行うものであり、日本でもこのようなサービス事例は他には無い。1年間で相談件数はおよそ2000件程度である。実際の搬送件数は10%となり、夜間の緊急選定に大いに貢献している。
神奈川県横浜市では2008年10月1日から施行された横浜市救急条例により、119番通報時に緊急・重症度を識別する「コール・トリアージ」が運用されているほか、令和2年（2020年）4月からは大阪府の泉州南消防組合において非常時コールトリアージの運用が開始された。

### アメリカ合衆国
アメリカ合衆国の医療では、ユニバーサルヘルスケアが完全実施されていないため、医療費の支払いができない中-低所得者が救急医療制度に頼る傾向が強くなっている。このため救急救命室には重症患者から軽症患者まであふれかえる状況になっており、患者の状態から受診の優先順位が決められる病院内トリアージが行われている。

### イギリス
イギリスの医療では、救急部門（A&E department）においてトリアージが常時行われている。英国の救急システムでは、救急要請の電話番号999への電話、あるいは救急相談の電話番号111に電話することにより、電話を受けた看護師または救命士がまず電話上でトリアージを行い、Emergency、Urgent、Lower Tierの3種類に分類し、救急車の出動または医師の往診など適切な受診形態を指示する。救急車によって病院へ搬送される場合（EmergencyまたはUrgent）は、病院の救急部門においてさらにトリアージが行われる。Urgentに分類されていても、搬送中に容態が悪化することもあるのでそのようなシステムになっている。英国においては、救急車の隊員は、準医師 (Paramedics) と救命救急士（Emergency Medical Technician）である。

### イスラエル
イスラエル国防軍の野外病院では、多数の患者の発生により医療資源が逼迫した状況下での行動指針として、術後24時間以内に容態が安定する見込みのある患者にのみ集中治療室のベッドを与えたり、開放性骨折患者を積極的に受け入れて手術や抗生物質投与等の手厚い治療を施したりする一方で、来院の時点で既に敗血症を起こしている患者や、頭部外傷や脊髄損傷の患者に対しては、速やかに後送できる状況にない場合は医療行為を一切実施しない、といった選別のマニュアルがある。

### フランス
フランスの医療では救急通報サービス（SAMU）にてトリアージを常時行っており、通報において実際に救急車が出動するケースは65%に過ぎない。

## 歴史

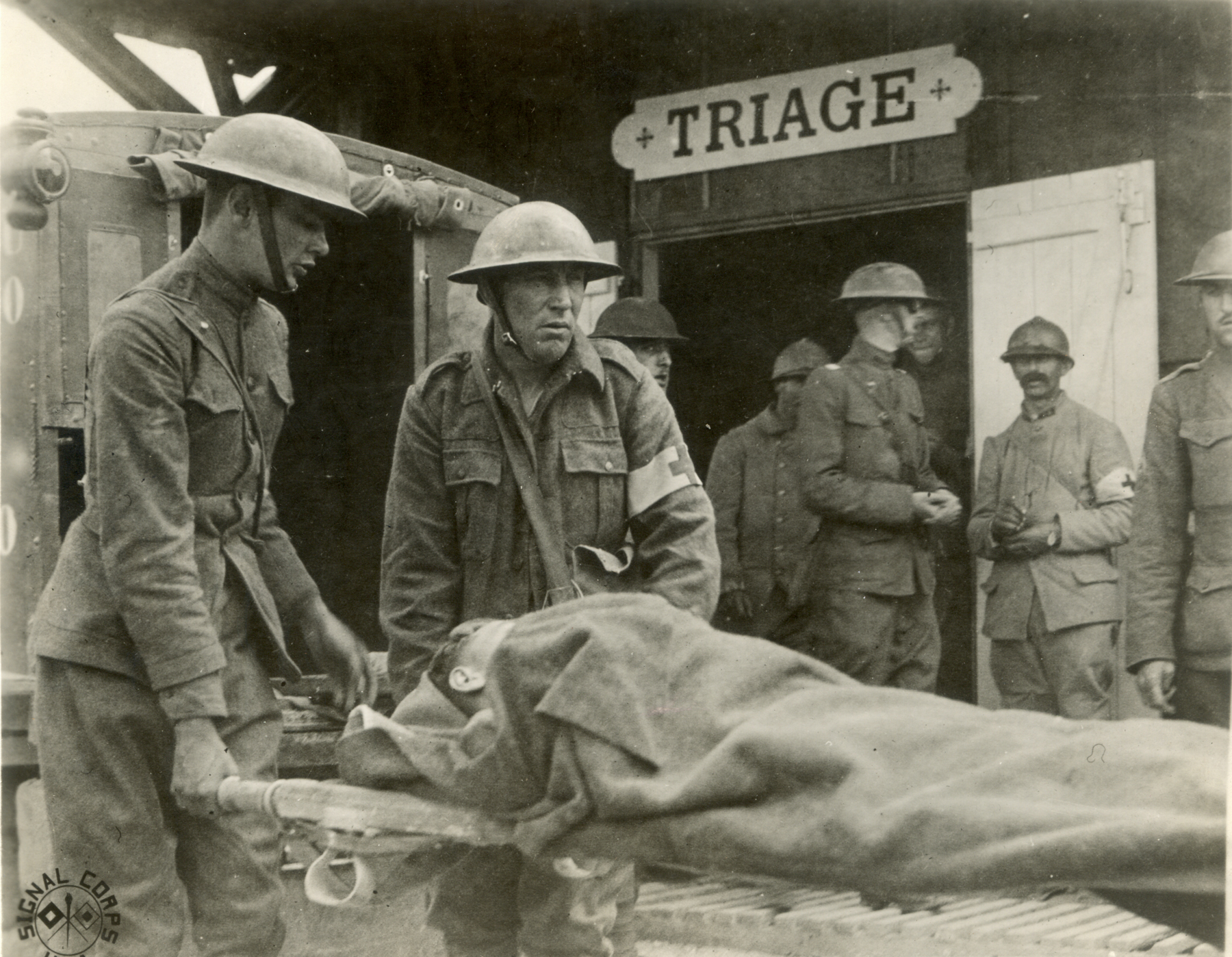
第一次大戦にてフランス軍が設置したトリアージセンター

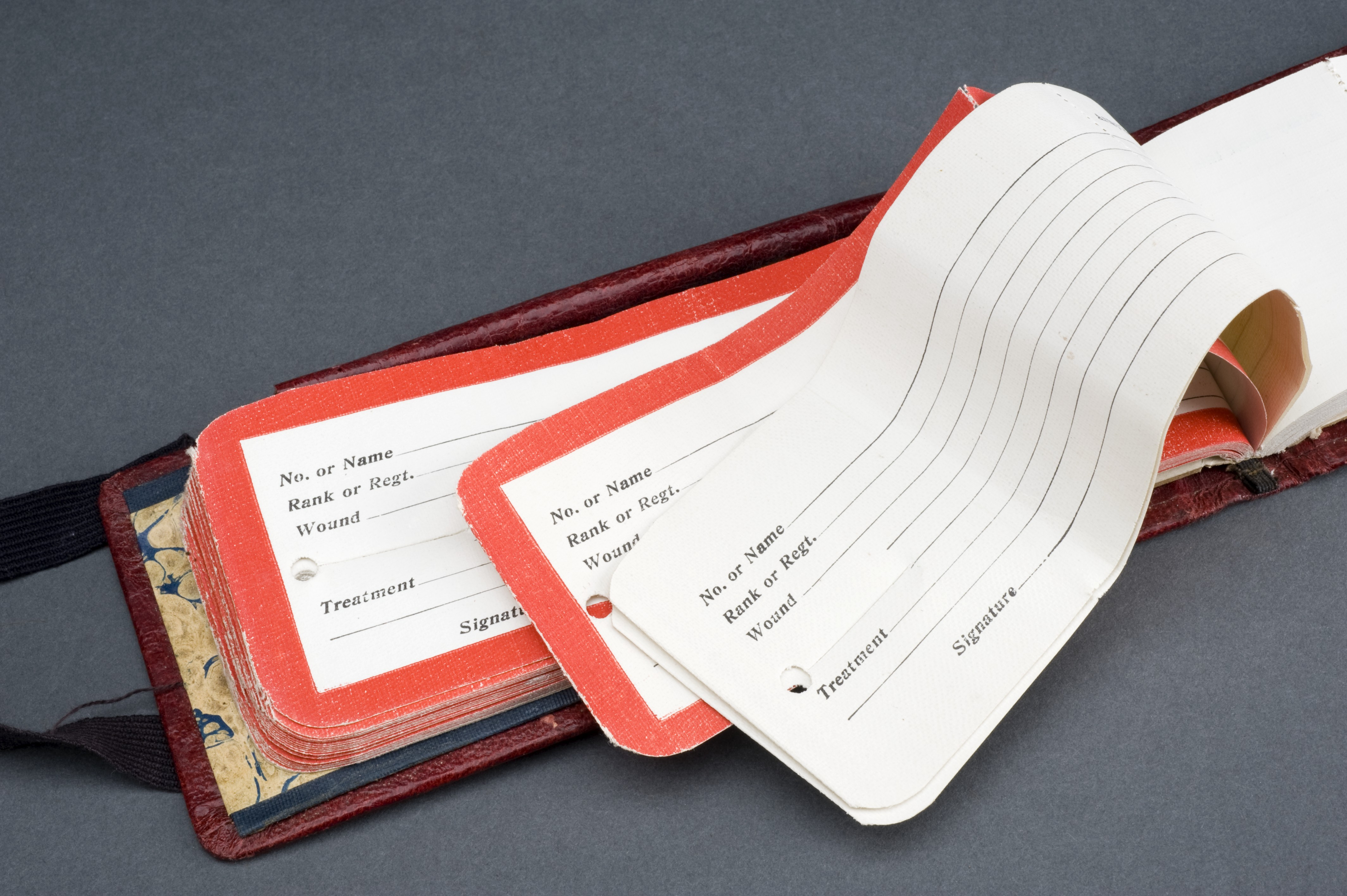
第一次大戦でイギリス軍が使用したトリアージ。赤枠が重傷者用で負傷者の上着のボタン穴に取り付けられた。

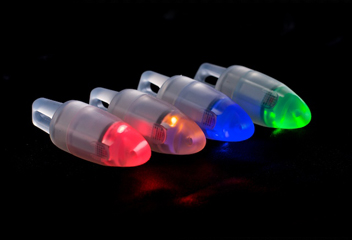
夜間や悪天候で使用するトリアージライト。

処置の流れ

元々はフランス軍の衛生隊が始めた、野戦病院でのシステムである。
その始祖はドミニク・ジャン・ラレィで、フランス革命後の数々の戦争で、戦傷者を身分に関係なく医学的必要性だけで選別した。それ以前の戦場医療は、患者の身分や社会的必要性で選別され、重傷度に関係なく身分の高い貴族から優先して治療されていた。フランス革命により民主主義が誕生した事で、身分に関係の無い、純粋に医学的必要性のみによる治療の選別が始まった。
フランス革命からナポレオン戦争の時代になるとトリアージの意味は変化し、軍事的必要性で選別する方式へと変質した。治療に多くの医療資源を消費する重傷者は見捨てられ、戦線復帰が可能な軽傷者を優先して治療し早期の戦力回復を図るようになった。これは民主主義に根ざした平等型トリアージではなく、社会的・軍事的必要性の高い人物に医療資源を集中してシステム全体の維持を図る全体主義による差別型トリアージである。このような手法は合理的である一方、重傷者と判定された患者は満足な治療を受けられず、兵舎病院に収容されても不衛生な環境により死ぬか感染症による手足の切断などの障害を負う事態になった。
イギリス軍はクリミア戦争で差別型トリアージを導入したが、戦闘による死者よりも兵舎病院に収容された負傷兵の病死数が上回り、収容された負傷兵の悲惨な状況をロンドン・タイムズが報じると、本国では厭戦ムードが漂った。ただし病院の運営法を改善することで防げることであり、戦地に派遣されたフローレンス・ナイチンゲールが兵舎病院の衛生状態を改善すると、2月に約42%だった死亡率は4月に14.5%、5月に5%と大幅に下がった。しかし戦後には各国で障害者や戦争未亡人が多く発生し財政を圧迫するなど、差別型トリアージは人道・軍事・政治など各方面にマイナスとなることが判明した。
これ以後、医療倫理ではトリアージは「非道」とする考えが主流となり、民主主義思想の強い国の軍隊では導入を忌避されるようになった。特にアメリカ軍は第一次世界大戦から第二次世界大戦までトリアージに否定的だった。トリアージは傷病者が医療資源を超えてしまう野戦病院で行われており、本来は医療資源が豊富であれば必要が無い。このため、医療資源が豊富だったアメリカ軍では後方への迅速な移送を重視し大型の輸送機を導入したが、トリアージの導入は遅く、初めて組織的導入が行われたのは朝鮮戦争の時である。
現代の軍隊では全ての兵士が基本的な応急処置の講習を受けることを前提とし、差別型トリアージを改良した手法が主流である。第一線救護処置として軽傷者は医療キットによる自己治療か応用的な救護法を訓練した兵士や衛生兵が処置して復帰、重傷者は仲間が野戦病院に搬送し医官が容態を安定させるダメージコントロール処置を行い、設備の整った後方に移送することで、戦力を即座に回復させつつ資源の集中と兵士を見捨てない人道性を確保している。
現代の救急医療でのトリアージは、野戦病院のシステムが民間医療に逆輸入されたものである。

### 日本における歴史
日本では1888年（明治21年）に森鷗外がヨーロッパからトリアージのシステムを持ち帰っていた。しかし、1889年（明治22年）に陸軍衛生教程が編纂された時に、日本ではトリアージの導入を行わなかった。森鴎外や石黒忠悳ら当時の軍医のトップたちは、トリアージが赤十字国際条約で禁止されている「差別的治療」に当たるとして日本では導入しないことにした。しかし、野戦病院のシステムはトリアージを行うことを前提に構築されているため、トリアージ無しではシステムが機能しなくなるという問題があった。そのため、日本では「分類はするが優先順位はつけない」という欧米のトリアージを変形させた独自の手法になった。その後、優先順位無しでは不便も多いことから、1923年（大正12年）に陸軍軍医総監の石黒大介はトリアージを行わない建前で、軍医関係者にだけ順位が分かるような隠語的な優先順位をつける方式へ変化させた。このシステムは満州事変で初めて大々的に行われた。なお、日本軍では「在隊治癒可能な微傷者」「自分で歩ける徒歩可能者」「担架で搬送しなければならない重傷者」「助かる見込みの無い死者」に分類していた。
日本軍式のトリアージは第二次世界大戦（太平洋戦争）後に日本軍の解体と共に失われた。自衛隊では現代の軍隊で主流の軽傷者を優先して復帰させるトリアージを導入している。
1994年（平成6年）の中華航空機墜落事故の際、消防・医師会などで様式が異なり、現場が混乱したことを教訓に、1996年（平成8年）に現在の標準様式が定められたという。
平成7年1月17日に発生した兵庫県南部地震（阪神・淡路大震災）当時ではトリアージの制度や考えが浸透しておらず蘇生の見込みの無い者に人員が取られる事もあった。震源間近の淡路島にあった兵庫県立淡路病院では松田昌三（当時　外科部長）の判断で被災者救助の選別が行われた。（兵庫県立淡路病院#阪神・淡路大震災における対応も参照）
トリアージ・タッグは日本赤十字社・自衛隊・医師会・消防機関等で異なる様式・形式の物が使用されており、複数の機関が集まる大規模災害時には混乱が生じていた。阪神・淡路大震災後に「阪神・淡路大震災を契機とした災害医療体制のあり方に関する検討会報告書」（平成10年4月）で提言され国内運用の形式が統一された。

### 2019新型コロナウイルスの流行
2020年3月、イタリアでは2019新型コロナウイルスの感染流行が深刻化した。ロンバルディア州では、ICUが800床に対して治療を要する患者が1100人を超えたことから、人工呼吸器の挿管の判断を通じて医師によるトリアージが行われた。